# Махмуджи
Махмуджи или Махмутли (на гръцки: Τριανταφυλλιά, Триандафилия, до 1927 година Μαχμουτζή, Махмудзи или Μαχμουτλή, Махмутли) е село в Република Гърция, дем Висалтия, област Централна Македония с 986 жители (2001).

## География
Селото е разположено в Сярското поле на около 6 километра западно от Димитрич (Димитрици) югозападно от град Сяр (Серес).

## История

### В Османската империя
През XIX век и началото на XX век Махмуджи е село, числящо се към Сярската каза на Османската империя. Според статистиката на Васил Кънчов („Македония. Етнография и статистика“) в 1900 година Мархмутли има 240 жители, всички турци.

### В Гърция
Селото е освободено по време на Балканската война от части на българската армия, но след Междусъюзническата война в 1913 година остава в Гърция. През 20-те години в селото са заселени гърци бежанци. В 1928 година Махмуджи е представено като изцяло бежанско село с 62 бежански семейства и 204 жители.
В 1939 - 1957 година е построена църквата „Рождество Богородично“.
| Име        | Име          | Ново име        | Ново име        | Описание                                                      |
| ---------- | ------------ | --------------- | --------------- | ------------------------------------------------------------- |
| Череш      | Τσέρες       | Промахос        | Πρόμαχος        | възвишение в Богданската планина на ЮЮЗ от Махмуджи (463,6 m) |
| Макмара    | Μακμαρά      | Рема Родополеос | Ρέμα Ροδοπόλεως | река на ЮЗ от Махмуджи                                        |
| Кара бунар | Καρά Μπουνάρ | Маври Вриси     | Μαύρη Βρύση     | местност в Богданската планина на З от Махмуджи               |
| Порой      | Πορόϊ        | Дяволорема      | Διαβολόρεμα     | река на С от Махмуджи                                         |

## Личности
Родени в Махмуджи
- Евстатиос Антопулос (1926 – 1988), гръцки политик
- Йоанис Антопулос (р. 1949), гръцки политик

Свързани с Махмуджи
- Статис Кутмеридис (р. 1959), гръцки политик, по произход от Махмуджи